# Valea Seacă (okręg Marusza)
Valea Seacă – wieś w Rumunii, w okręgu Marusza, w gminie Râciu. W 2011 roku liczyła 18 mieszkańców.